# MacGyver: Trail to Doomsday
MacGyver: Trail to Doomsday är en amerikansk äventyrs- och actionlångfilm med Richard Dean Anderson i huvudrollen. Den spelades in under 1993 och hade premiär den 24 november 1994 i USA. Regisserade gjorde Charles Correll och John Considine skrev manuset. Musikproducenten var Ken Harrison.

## Handling
En god vän till MacGyver blir mördad. I letandet efter mördaren stöter MacGyver på ett hemligt kärnkraftverk mitt i Storbritannien.

## Rollista
| Skådespelare          | Roll                    |
| --------------------- | ----------------------- |
| Richard Dean Anderson | Angus MacGyver          |
| Beatie Edney          | Natalia                 |
| Peter Egan            | Frederick               |
| Alun Armstrong        | Capshaw                 |
| Bob Sherman           | Anthony Graves          |
| Lena Headey           | Elise Moran             |
| Michael Cronin        | Dr. Massey              |
| Jack Ellis            | Joseph                  |
| Nicholas Farrell      | Paul Moran              |
| Robert Gwilym         | Nikolai                 |
| Gabe Cronnelly        | polisman                |
| Nicholas Hutchison    | Jenkins                 |
| Richard James         | forskare i laboratoriet |
| Vincent Keane         | Claude                  |
| Rocky Taylor          | Plato                   |

## Releasedatum för långfilmerna
| Namn på långfilm                   | Releasedatum i USA | Releasedatum i Finland | Releasedatum i Tyskland | Releasedatum i Sverige   |
| ---------------------------------- | ------------------ | ---------------------- | ----------------------- | ------------------------ |
| MacGyver Lost Treasure of Atlantis | 14 maj 1994        | 15 januari 1995        | Okänt releasedatum      | Har ej fått releasedatum |
| MacGyver Trail to Doomsday         | 24 november 1994   | 1995                   | Okänt releasedatum      | Har ej fått releasedatum |

Den 16 oktober 2007 hade MacGyver: Trail to Doomsday och MacGyver: Lost Treasure of Atlantis, release i USA på DVD i den kompletta samlingen MacGyver The Complete Series.

## Relaterade långfilmer
MacGyver: Lost Treasure of Atlantis